# Wudongde Xiang
Wudongde Xiang (kinesiska: 乌东德, 乌东德乡) är en socken i Kina. Den ligger i provinsen Yunnan, i den sydvästra delen av landet, omkring 130 kilometer norr om provinshuvudstaden Kunming.
Genomsnittlig årsnederbörd är 1 040 millimeter. Den regnigaste månaden är juli, med i genomsnitt 231 mm nederbörd, och den torraste är mars, med 15 mm nederbörd.